# Piercia detracta
Piercia detracta là một loài bướm đêm trong họ Geometridae.